# Коркаяг
Коркая́г (Коркояг, рос. Коркаяг, Коркояг) — починок в Кезькому районі Удмуртії, Росія. Відстань до найближчого районного центру: Кез: (20 км.), відстань до обласного центру: Іжевськ (118 км.)
Населення — 13 осіб (2010; 22 в 2002).
Національний склад станом на 2002 рік:
- удмурти — 64 %
- росіяни — 36 %